# ソッツィーニ派

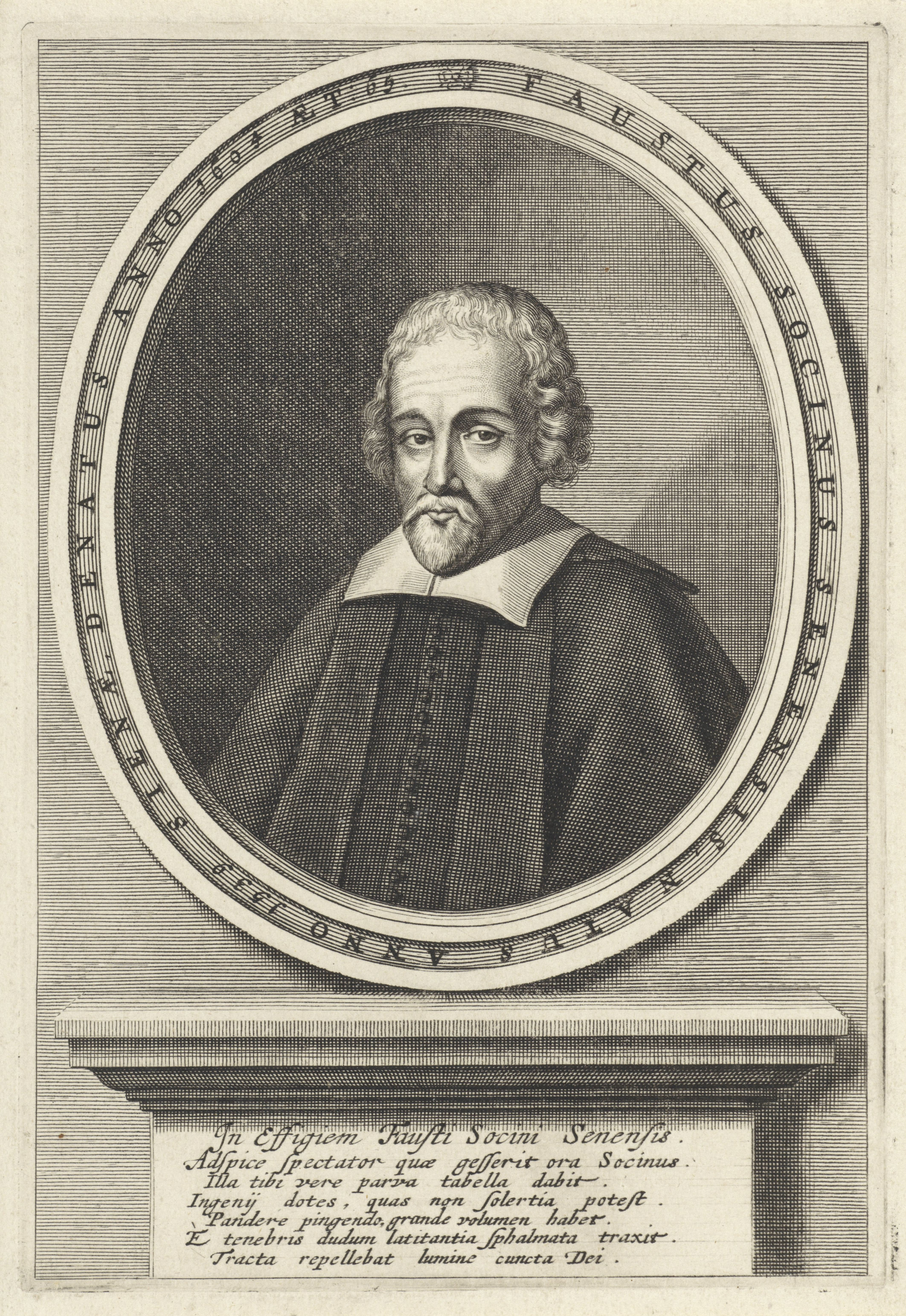
Faustus Socinus.

ソッツィーニ派は、自由思想家レリオ・ソッツィーニが唱え、その甥のファウスト・ソッツィーニが展開した精神運動。ラテン語により、三位一体説や予定説、キリストの贖罪、原罪の教義、キリストの神性を否定し、教会と国家の分離（政教分離）を主張した。ソッツィーニ主義と呼ばれ、またその一団はポーランド兄弟団と呼ばれた。或いは小改革派教会ともいう。

## 概要
イタリア人のレリオ・ソッツィーニはスイスのバーゼル、その後ポーランドで聖書研究を続け、ユニテリアン教会の指導者となった。エラスムスの原典批評に影響され、聖書への理性の適用を主張したソッツィーニの神学的見解は、「キリストは永遠の救いの道を教え、しかもわれわれが彼にならうことによって、その目標に達しうるように導いたという点で救い主になった」というもので、キリストは模範的人格であり、その他の属性はないとする。
早期のユニテリアン主義への影響は非常に強かった。英国国教会とルーテル教会はユニテリアンの信者を「ソッツィーニ派」と呼んだが、ポーランド兄弟団、或いは小改革派教会信者たちは、この名前を拒否した。この名はミシェル・セルヴェことミゲル・セルベトゥスのジュネーヴでの恐ろしい殉教の生きながらの火あぶりを見たというイタリア人レリオ・ソッツィーニの名にちなんで付けられた。その甥のファウスト・ソッツィーニはポーランドに来て、その派の指導者になった。
色々な宗派に属する人、職人、医師、薬剤師、都市住民、上流階級に属する人がポーランドのラクフに集まった。さらに色々な宗派の聖職者たちがポーランド、リトアニア、トランシルヴァニア、フランス、イングランドから来て、1569年から1572年までの3年間、ラクフは神学論争をする所となった。その結果、ソッツィーニ派は分裂し、急進的思想を持つ者と、穏健な考えを持つ者に二つになった。こうした状況があったが、ソッツィーニ派が持っていた特色ある、三位一体説の拒否、幼児洗礼の拒否、武器を取らず、公職への拒否、地獄の否定、などは特異だった教理で伝統ある教会の教理とは一線を画することで一致していた。

## ポーランドのラクフ
その頃、ポーランド人の貴族ヤン・シェイエンスキーはソッツィーニ教会が発展するための「静かで隔離された場所」を備えようとしていた。ポーランド国王から与えられた特権を行使して、ラクフの町をつくった。ラクフはソッツィーニ主義の拠点となり、印刷機を1600年頃に設置し、ヨーロッパ中に彼らの出版物を広めた。
1602年に神学校のラクフ大学が設置されたが、宗派の区別無く学んでいたとされる。宗教以外は外国語、倫理、経済、歴史、法律、論理学、自然科学、数学、医学、体育などの教科があり、大学には大きな図書室があり、その規模は拡大して行った。

## 17世紀の追放
1620年代になるとカトリックの僧職者によって、ポーランドのアリウス派の立場は急速に悪化し始めた。1628年、帝国の公認宗派をカトリックと指定し、ソッツィーニ主義は異端とされ、1638年には教会、学校、印刷所が閉鎖された。ラクフ大学の所有者は大学の印刷機で『悪を広めた』と告発された。新しいポーランド国王ジグムント3世ワーザはポーランド兄弟団の敵だった。その後継者ヤン2世カジミエフ・ワーザはカトリック教会を後押しした。
ラクフ大学の学生が十字架に石をぶつける事件が発生すると、イエズス会士に告発され、1638年には領主も断罪され、ラクフの街は混乱で灰燼に帰した。ソッツィーニ派への迫害は続き、1658年、ポーランド議会はソッツィーニ派のメンバーに3年以内の国外退去を布告した。信者の多くはオランダへ亡命し、外にシレジアやスロバキアへ移動し、そこで出版活動を続けた。トランシルバニアでは18世紀初頭まで教会が機能して居た。集会では賛美歌を歌い、説教を聴き、教えを説明した教義問答書から学んだ。

## ブドニ訳聖書
彼らの聖書はラテン語ヴルガータやフランス語から為されたものだった。のちに、シモン・ブドニが彼らの聖書改訂を依頼されたが、全く新しい聖書を出す方が善いと考え、1567年頃にその翻訳に取り掛かった。一つ一つの原語を分析し、旧約本文中に翻訳上の難点が在れば、ブドニは欄外注に字義訳を記した。ブドニが目指したのは忠実で正確な聖書翻訳だった。ブドニ訳の全巻聖書は1572年に出版されたが、出版業者等の改悪の憂き目に合い、それの改訂版でその2年後に正確な聖書が完成された。

## 反応
カルヴィニズムもカトリックの聖職者も、この教派には猛烈な反対をしたが、ジグムント二世やステファン・バトーリなどのポーランド国王が寛容だったので、ソッツィーニ主義者たちは自分たちの信条を教えるのに都合がよかった。
ヴォルテールは『哲学書簡』第7信で、ソッツィーニたち反三位一体教徒について「言論においても、帝国におけると同じように、どのような浮沈が起こるか分からない。アリウス派は三百年の勝利と十二世紀間の忘却のあとで、とうとう自分の灰の中から蘇った」と書いている。
1660年前後にはコメニウスがソッツィーニ派の教義を危険とした。

## 影響
イギリスではユニテリアン教会の創始者ジョン・ビドルや政治思想家リチャード・プライスとジョゼフ・プリーストリーなどにその影響がある。ヨーロッパ啓蒙思想の一つの源流と見なされる。